# Culicoides nitens
Culicoides nitens är en tvåvingeart som beskrevs av Edwards 1933. Culicoides nitens ingår i släktet Culicoides och familjen svidknott. Inga underarter finns listade i Catalogue of Life.